# Merosargus schildi
Merosargus schildi är en tvåvingeart som beskrevs av James 1971. Merosargus schildi ingår i släktet Merosargus och familjen vapenflugor.
Artens utbredningsområde är Costa Rica. Inga underarter finns listade i Catalogue of Life.